# 馬頭副尼麗魚
馬頭副尼麗魚，為輻鰭魚綱鱸形目隆頭魚亞目慈鯛科的其中一種，分布於墨西哥Papaloapán河至Chachalacas河流域，體長可達25公分，棲息在沙泥底質的水域，以植物、無脊椎動物等為食，生活習性不明。

## 擴展閱讀
維基物種上的相關：馬頭副尼麗魚